# Pjesnik
Pjesnik (grč. ποιητής, lat. poeta) je osoba koja piše ili sklada poeziju odnosno pjesme. Pod utjecajem latinskog se ponekad koristi naziv poeta ili (za pjesnikinju) poetesa, a pod utjecajem engleskog jezika se nešto rjeđe upotrebljava i naziv bard.
Pjesnici se općenito smatraju najstarijim književnicima, s obzirom na to da su najstarije kulture i civilizacije svoje ideje - vjerske, filozofske, pravne, moralne i političke - zapisivale u obliku pjesama, koje su se često usmenim putem prenosile s koljena na koljeno. Primjer za to predstavljaju svete knjige Indijaca- Vede i Upanišade kao i hebrejsko Sveto pismo koje sadrži mnoge dijelove u stihovima. Prvi pjesnici su često bili svećenici, a nešto kasnije, u antičkom periodu su se i najsloženije filozofske ideje, pa i naučni radovi izlagali u obliku pjesama.
Danas se pod pjesnikom često podrazumijeva i književnik koji je nadaren da određene apstraktne ideje, odnosno ideale izloži na simboličan, ali svojoj okolini lako razumljiv i estetski vrijedan način.
Pojedine države su imale, a neke imaju i danas, instituciju službenog državnog pjesnika.
Osoba koja izvodi pjesme pjevanjem naziva se pjevač.

## Povijest
Pojam pjesnika tijekom povijesti doživio je niz promjena. Već su se u antičkoj Grčkoj razlikovale dvije koncepcije: pjesnik kao prorok (poeta vates) i pjesnik kao tvorac (poeta doctus). Prema prvoj, ideje, slike, riječi i stihovi nadolaze pjesniku s nekog izvanjskog, uzvišenoga mjesta. Kod grčkih pjesnika to je zasluga muza, a kod kršćanskih riječ je o daru Božjem.
U osvit romantizma takva je teorija bila zamijenjena naučavanjem o mašti. To znači da je, mjesto o izvanjskom izvoru, sada riječ o unutarnjem vrelu nadahnuća pa pjesnik više nije sredstvo u tuđim rukama. Izvor je tako premješten u samo pjesnikovo ja. Pjesnik može vidjeti oblike i moduse života nedostupne običnomu pogledu, a to je viđenje rezultat stanja kao što su san, sanjarenje, ushit (prirodni ili pobuđeni). Staro je shvaćanje, prema kojemu su takva stanja rezultat djelovanja neke više sile, na taj način nestalo.
Drugu su starogrčku koncepciju pjesnika kao tvorca obilježili zahtjevi za priznavanjem pjesničke djelatnosti kao umijeća. Prve su metafore prikazivale pjesništvo kao fino tkanje. Grci su priznavali i isticali važnost pjesničkog umijeća (npr. Pindar). Tako se i Homerov zaziv muza u Ilijadi i Odiseji odnosio ponajprije na sadržaj, a ne na formu, tj. na ono što će on reći, a ne kako će reći. Takvu definiciju pjesnika-obrtnika prihvatio je i starorimski pjesnik Horacije, a poslanica u kojoj je istaknuo važnost oblikovanja pjesništva postala je pod nazivom Ars poetica ključnim poetičkim tekstom srednjeg vijeka.
Osim značenja pojma pjesnika, tijekom stoljeća mijenjao se i njegov društveni status. U plemenskom je društvu pjesnik pripadao vladajućoj sviti kao nositelj plemenske mudrosti pa je katkad bilo teško razlučiti njegov djelokrug od vračeva ili svećenikova. S nastankom prvih državnih cjelina položaj se pjesnika institucionalizirao. Tako je na mjesto barda stupio dvorski pjesnik. Postojao je običaj nagrađivanja pjesnikove kvalitete pa je tako npr. Francesco Petrarca bio ovjenčan lovorovim vijencem (poeta laureatus). Pjesnik je dugo bio vezan uz vladara, mecenu, i to sve do 18. stoljeća, kada se polako oblikuje književno tržište.
U 19. stoljeću u jeku industrijalizacije javio se lik otuđenoga pjesnika, prokletnika (poète maudit), koji je pretjerano osjetljiv za tadašnje ciljno usmjereno građansko društvo. Uspjeh i pobjeda masovnih medija i potrošačkoga društva u 20. stoljeću još je više istaknuo otuđenost pjesnika. Suvremena je književna teorija priznala, prepoznala i istaknula mnogobrojne nevidljive i sofisticirane mehanizme marginalizacije pjesnika temeljene na različitim, ali međusobno povezanim osima diskriminacije.
Istaknuti pjesnici poput Vergilija u Eneidi i Johna Miltona u Izgubljenom raju su u svojim djelima zazivali muze, ali i zbog svojih djela bili uzdignuti u muze.

#### Knjižna građa
- Reginald Gibbons (urednik), The Poet's Work: 29 poets on the origins and practice of their art, University of Chicago Press, 1979. ISBN 9780226290546, dostupno na Google knjigama (engl.)